# Die Sechsunddreißig Unsterblichen der Dichtkunst
Die Sechsunddreißig Unsterblichen der Dichtkunst (japanisch 三十六歌仙 Sanjūrokkasen) sind eine Gruppe japanischer Dichter der Nara- und Heian-Zeit. Der Name ist abgeleitet von der Waka-Anthologie Sanjūrokuninsen (Auswahl der 36 Dichter), die von Fujiwara no Kintō (966–1041) zwischen 1009 und 1012 kompiliert wurde.
Ähnliche Gruppen japanischer Poeten umfassen die Kamakura-zeitliche Gruppe der „Sechsunddreißig weiblichen Unsterblichen der Dichtkunst“, die sich ausschließlich aus Hofdamen zusammensetzt, und „die Sechsunddreißig Unsterblichen der Dichtkunst des Mittelalters“.
1. Kakinomoto no Hitomaro (柿本 人麻呂)
2. Ki no Tsurayuki (紀 貫之)
3. Ōshikōchi no Mitsune (凡河内 躬恒)
4. Ise (伊勢)
5. Ōtomo no Yakamochi (大伴 家持)
6. Yamabe no Akahito (山部 赤人)
7. Ariwara no Narihira (在原 業平)
8. Henjō (遍昭)
9. Sosei (素性)
10. Ki no Tomonori (紀 友則)
11. Sarumaru no Taifu (猿丸 大夫)
12. Ono no Komachi (小野 小町)
13. Fujiwara no Kanesuke (藤原 兼輔)
14. Fujiwara no Asatada (藤原 朝忠)
15. Fujiwara no Atsutada (藤原 敦忠)
16. Fujiwara no Takamitsu (藤原 高光)
17. Minamoto no Kintada (源 公忠)
18. Mibu no Tadamine (壬生 忠岑)
19. Saigū no Nyōgo (斎宮女御) / Kishi Joō (徽子女王)
20. Ōnakatomi no Yoritomo (大中臣 頼基)
21. Fujiwara no Toshiyuki (藤原 敏行)
22. Minamoto no Shigeyuki (源 重之)
23. Minamoto no Muneyuki (源 宗于)
24. Minamoto no Saneakira (源 信明)
25. Fujiwara no Kiyotada (藤原 清正)
26. Minamoto no Shitagō (源 順)
27. Fujiwara no Okikaze (藤原 興風)
28. Kiyohara no Motosuke (清原 元輔)
29. Sakanoue no Korenori (坂上 是則)
30. Fujiwara no Motozane (藤原 元真)
31. Ōnakatomi no Yoshinobu (大中臣 能宣)
32. Fujiwara no Nakafumi (藤原 仲文)
33. Taira no Kanemori (平 兼盛)
34. Mibu no Tadami (壬生 忠見)
35. Kodai no Kimi (小大君)
36. Nakatsukasa (中務)